# Plexippoides tristis
Plexippoides tristis là một loài nhện trong họ Salticidae.
Loài này thuộc chi Plexippoides. Plexippoides tristis được Maciej Próchniewicz miêu tả năm 1990.